# Marcus Cannon
Marcus Darell Cannon (geboren am 6. Mai 1988 in Odessa, Texas) ist ein ehemaliger US-amerikanischer American-Football-Spieler auf der Position des Offensive Tackles. Er spielte College Football für die Texas Christian University. Cannon war von 2011 bis 2020 für die New England Patriots in der National Football League (NFL) aktiv und gewann mit ihnen dreimal den Super Bowl. In der Saison 2021 stand er bei den Houston Texans unter Vertrag. 2022 spielte Cannon nochmals für die Patriots.

## College
Cannon besuchte die Highschool in seiner Heimatstadt Odessa, Texas und ging ab 2006 auf die Texas Christian University, wo er Football für die TCU Horned Frogs spielte. Nach einem Redshirt-Jahr war er drei Spielzeiten lang Stammspieler auf der Position des Right Tackles. In der Saison 2010 wechselte er auf die linke Seite und gewann mit dem von Andy Dalton angeführten Team, das die Saison mit einer Bilanz von 13–0 ungeschlagen beendete, den Rose Bowl. Cannon wurde zweimal in das All-Star-Team der Mountain West Conference gewählt. Zudem war er als Kugelstoßer aktiv, war Zweiter bei den Meisterschaften der Mountain West Conference 2009 und wurde in die All-Conference-Auswahl gewählt.

## NFL
Cannon wurde im NFL Draft 2011 in der fünften Runde an 138. Stelle von den New England Patriots ausgewählt. Eine Woche vor dem Draft war bei ihm ein Non-Hodgkin-Lymphom diagnostiziert worden, weshalb er erst relativ spät ausgewählt wurde. Er musste sich einer Chemotherapie unterziehen, konnte den Krebs erfolgreich besiegen und stieg im Oktober wieder in das Training ein. Nachdem Cannon seine Rookiesaison auf der Non-Football Injury-Liste begonnen hatte, wurde er im November in den aktiven Kader aufgenommen und gab in Woche 11 beim 34:3-Sieg über die Kansas City Chiefs im vierten Viertel als Right Tackle sein NFL-Debüt. In seinen ersten beiden Spielzeiten kam er überwiegend als sechster Offensive Lineman und als Ersatzspieler zum Einsatz, zudem kam er in einem Spiel als Ersatz für Sebastian Vollmer als Starter zum Einsatz.
In der Saison 2013 bestritt er die letzten sechs Partien als Starter, da Vollmer mit einem gebrochenen Bein ausfiel. In der folgenden Saison wurde er in den ersten drei Partien als Starter auf der Position des Left Guards eingesetzt, anschließend wurde er wieder als sechster Offensive Lineman und als Backup eingesetzt. Im Dezember verlängerte er seinen Vertrag bei den Patriots für neun Millionen Dollar um zwei Jahre. Als Backup zog Cannon mit den Patriots in den Super Bowl XLIX ein, den sie gegen die Seattle Seahawks gewannen. Wegen einer Zehenverletzung verpasste Cannon 2015 vier Partien, in den verbleibenden zwölf Partien der Regular Season war er durch Ausfälle anderer Spieler achtmal Starter und wurde dabei sowohl als Left Tackle als auch als Right Tackle eingesetzt. Durch den verletzungsbedingten Ausfall von Sebastian Vollmer war Cannon in der Saison 2016 von Beginn an Starter auf der rechten Tackleposition. Im November 2016 unterschrieb er eine Vertragsverlängerung um fünf Jahre im Wert von 32,5 Millionen Dollar, davon 14,5 Millionen garantiert, in New England. Er war Starter im Super Bowl LI, in dem die Patriots die Atlanta Falcons nach Overtime besiegten. Cannon wurde in das Second-team der All-Pro-Auswahl der Saison 2016 von Associated Press gewählt.
In der Saison 2017 bestritt Cannon sieben Spiele als Starter, bevor er wegen einer Knöchelverletzung für den Rest der Spielzeit ausfiel. Im Jahr darauf gewann er mit den Patriots seinen dritten Super Bowl, als er im Super Bowl LIII gegen die Los Angeles Rams von Beginn an auf dem Feld stand. In seiner letzten Saison für New England kam Cannon in 15 Partien als Starter zum Einsatz. Im Juli 2020 wurde bekannt, dass Cannon die Saison wegen der COVID-19-Pandemie in den Vereinigten Staaten aussetzen würde.
Im März 2021 gaben die Patriots Cannon an die Houston Texans ab, nachdem sie zuvor Trent Brown aus Las Vegas verpflichtet hatten. Im Rahmen des Trades erhielt New England einen Viertrundenpick im Austausch gegen einen Fünftrundenpick, zudem tauschten die Teams ihre Sechsrundenpicks. Er spielte in der Saison 2021 in den ersten vier Spielen als Starter für die Texans, bevor er wegen einer Rückenverletzung für den Rest der Saison ausfiel. Nach der Saison wurde Cannon von den Texans entlassen.
Am 13. September 2022 nahmen die New England Patriots Cannon zunächst für ihren Practice Squad unter Vertrag. Er kam in fünf Spielen zum Einsatz, davon viermal als Starter, bevor er wegen einer Gehirnerschütterung auf die Injured Reserve List gesetzt wurde, auf der er für den Rest der Saison blieb. Im März 2023 lief sein Vertrag aus.